# Hartwig von Eichendorff

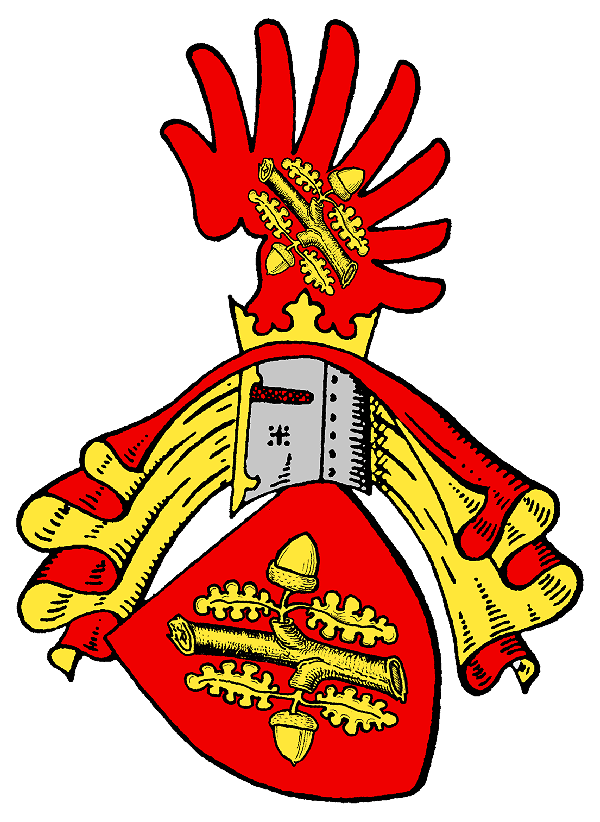
Wappen derer von Eichendorff

Hartwig Erdmann Julius Rudolph Freiherr von Eichendorff (* 12. April 1860 in Sedlnitz; † 12. April 1944 in Hünern) war ein königlich-preußischer Offizier, zuletzt Generalleutnant.

## Leben

### Herkunft
Hartwig entstammte dem ursprünglich magdeburgischen, später schlesisch-mährischen Adelsgeschlecht von Eichendorff. Er war der Sohn des Hauptmanns a. D. und Rittergutsbesitzers Rudolph Freiherr von Eichendorff (* 19. April 1819 in Breslau; † 18. Januar 1891 in Fulnek) und dessen Ehefrau Maria Amalia Ferdinande, geborene Thymian (* 26. September 1832 in Oliva; † 15. Februar 1912 in Liegnitz). Sein Großvater war der Dichterjurist Joseph von Eichendorff.

### Militärlaufbahn
Eichendorff wurde auf dem mährischen Gut seiner Familie geboren. Er trat am 31. März 1879 als Fahnenjunker in das 2. Schlesische Grenadier-Regiment Nr. 11 der Preußischen Armee in Breslau ein. Nachdem man ihn am 20. August zum Unteroffizier befördert und am 10. Oktober 1879 zum Portepeefähnrich ernannt hatte, wurde Eichendorff am 14. Oktober 1880 zum Sekondeleutnant befördert. Vom 1. April 1883 bis zum 31. März 1886 war er Bataillonsadjutant und vom 1. Oktober 1886 bis zum 28. Februar 1887 kommandierte man ihn zur Militär-Turnanstalt nach Berlin. Während jener Zeit wurde Eichendorff am 4. November 1886 mit Patent vom 14. Oktober 1879 in das 2. Hanseatischen Infanterie-Regiment Nr. 76 versetzt. Vom 21. November bis 17. Dezember 1887 wurde er zu einem Unterrichtskursus zur Gewehrfabrik nach Danzig abkommandiert. Anschließend diente Eichendorff vom 6. April 1888 bis zum 30. September 1890 als Adjutant bei Bezirkskommando Hamburg, wo er am 16. Februar 1889 zum Premierleutnant befördert wurde. Vom 1. Oktober 1890 bis zum 22. August 1893 besuchte er die Kriegsakademie in Berlin. Unter der Beförderung zum Hauptmann wurde Eichendorff am 14. September 1893 zum Füsilier-Regiment „General-Feldmarschall Graf Moltke“ (Schlesisches) Nr. 38 nach Glatz versetzt. Zeitgleich wurde er zum Kompaniechef ernannt. Danach wurde er vom 29. Juli bis zum 31. August 1898 zur Infanterie-Schießschule nach Spandau versetzt. Am 20. Juli 1901 erhielt er ein vordatiertes Patent vom 17. August 1893.
Bei der Mobilmachung zum Ersten Weltkrieg war Eichendorff Oberst und Kommandeur des Grenadier-Regiments „König Friedrich I.“ (4. Ostpreußisches) Nr. 5 mit Garnison in Danzig. Ende August 1914 nahm er mit seinem Regiment im Verband der 36. Division an der Schlacht von Tannenberg teil. Zum Kommandeur der 34. Infanterie-Brigade wurde er am 25. Mai 1915 ernannt. Am 6. Juni 1916 wurde Eichendorff zum Generalmajor befördert und trat als solcher am 26. April 1917 die Nachfolge von Generalleutnant Alfred von Besser als Kommandeur der 47. Reserve-Division an. Die Division kehrte Anfang Mai 1917 von den Kämpfen bei der Armeeabteilung Woyrsch bei Baranowitschi an die Westfront zurück. Bis Anfang Juni wurde sie im Raum Toul an der Linie Remenauville-Regnieville eingesetzt. Nach der Schlacht an der Aisne festigte sie im Juni 1917 die Stellungen der 7. Armee am Chemin des Dames, bis Ende November 1917 bestand die Division Stellungskämpfe an der Ailette. 
Ab 21. März 1918 kämpfte Eichendorffs Division in der deutschen Frühjahrsoffensive am Südflügel der 18. Armee. Seine Division stieß im Verband der Gruppe „Gayl“ über die Oise aus dem Raum La Fère nach Westen vor. Am 22. März überwand sie den Crozat-Kanal bei Tergnier. Bis 24. März besetzte die Division Chauny und verstärkte das Vorgehen der nun übergeordneten Gruppe „Conta“ (IV. Reserve-Korps) auf Noyon und Lassigny.
Nach der neuerlichen Verlegung zur 7. Armee im Raum Laon beteiligte sich Eichendorffs Division am 28. Mai beim Vorgehen über die Vesle auf Soissons. Seine Division stand dabei als Reserve im Verband des VIII. Reserve-Korps (Gruppe „Wichura“) und beteiligte sich am 2. Juni beim Vorstoß auf Villers-Cotterêts. Die Division verblieb danach bis Mitte Juli als Reserve im Hinterland von Hartennes. Nach der alliierten Gegenoffensive erfolgte der notwendige Rückzug hinter die Aisne. Die Division verteidigte dabei bis Ende Juli einen Vesle-Abschnitt der schwerbedrängten Front zwischen Soissons und Reims und wurde dann herausgezogen. Am 2. August 1918 wurde die Division in Lothringen aufgelöst.
Am 8. August 1918 begann die Schlussoffensive der Alliierten, anschließend wurde der Waffenstillstand von Compiègne zum 11. November 1918 abgeschlossen.

### Familie
Eichendorff heiratete am 21. November 1894 in Neuhübel Ida Luise Josephine Maria Vetter von der Lilie (* 13. Januar 1863 in Neuhübel; † 13. Februar 1945 in Dresden). Aus der Ehe gingen drei Kinder hervor:
- Elisabeth Ida Josephine Maria (* 9. Februar 1896 in Schweidnitz; † 13. September 1976 in Bremen-Ense) ⚭ 1921 in Zoppot Oskar Maria Graf Strachwitz Freiherr von Groß-Zauche und Camminetz
- Rudolf Hartwig Erdmann Felix Joseph Paul (* 26. März 1897 in Schweidnitz; † 4. Januar 1964 in Soest)
- Marie Josephine Antonia Therese (* 15. Juli 1900 in Neuhübel; † 7. Januar 1959 in Neheim-Hüsten) ⚭ von Wallhoffen

## Auszeichnungen (unvollständig)
- Roter Adlerorden IV. Klasse[4]